# Анна Вільгельміна Ангальт-Дессау
Анна Вільгельміна Ангальт-Дессау (нім. Anna Wilhelmine von Anhalt-Dessau; 13 червня 1715 — 2 квітня 1780) — принцеса Ангальт-Дессау з дому Асканіїв, донька князя Ангальт-Дессау Леопольда I та імперської княгині Анни Луїзи Фозе.
Засновниця замку Мозігкау, в якому після її смерті її коштом був відкритий заклад для неодружених шляхтянок.

## Біографія
Анна Вільгельміна народилась 13 червня 1715 року в Дессау восьмою дитиною та третьою донькою в родині князя Ангальт-Дессау Леопольда I та Анни Луїзи Фозе. Мала старших братів Вільгельма Густава, Леопольда, Дітріха, Фрідріха Генріха та Моріца й сестру Луїзу. Ще одна сестра померла немовлям до її народження. Згодом родина поповнилася молодшими доньками, Леопольдіною Марією та Генрієттою Амалією.
Шлюб батьків, від початку морганатичний, після сплати великої суми до казни імператора, був визнаний рівнородним, оскільки матір отримала титул імперської княгині.
Історики-сучасники рідко згадували про Анну Вільгельміну Ангальт-Дессау, що пояснюється її невідповідністю уявленням авторів про жінок того часу. Принцеса отримала ретельну освіту, цікавилася мистецтвом та архітектурою. Ймовірно, великий вплив на неї мала тітка Марія Елеонора. Дівчина мала здібності до фінансів та вела бухгалтерію свого брата Моріца. Під час його відновлення після поранень завідувала його маєтками та персоналом.
Не зумівши видати Анну Вільгельміну, яка була його улюбленицею, в шлюб, батько у 1842 році дарував їй маєток Мозігкау. Значний апанаж дав їй змогу збудувати там замок і розпланувати розкішні сади. У 1757 році палац, будівництвом якого керував придворний архітектор Крістіан Фрідріх Дамм, було завершено, і він став літньою резиденцією принцеси. Мешкати в головній будівлі дозволялося лише жінкам, чоловіки зупинялися в павільйонах. Після смерті Марії Елеонори принцеса придбала більшу частину її колекції картин і збудувала для них окрему галерею в Мозігкау. Зиму Анна Вільгельміна проводила у Малому замку Дессау. Колекціонувала порцеляну і екзотичні рослини. У 1775 році сади навколо замку Мозігкау були розширені.
У рік своєї смерті Анна Вільгельміна Ангальт-Дессау наказала відкрити у замку заклад для неодружених шляхтянок, який функціонував до 1945 року. Пішла з життя у 64-річному віці 2 квітня 1780 року в Дессау. Похована у крипті церкви Святої Марії в Дессау.